# Église Saint-Denis de Saint-Denis-d'Anjou
L'église Saint-Denis est une église catholique située à Saint-Denis-d'Anjou, en France.

## Localisation

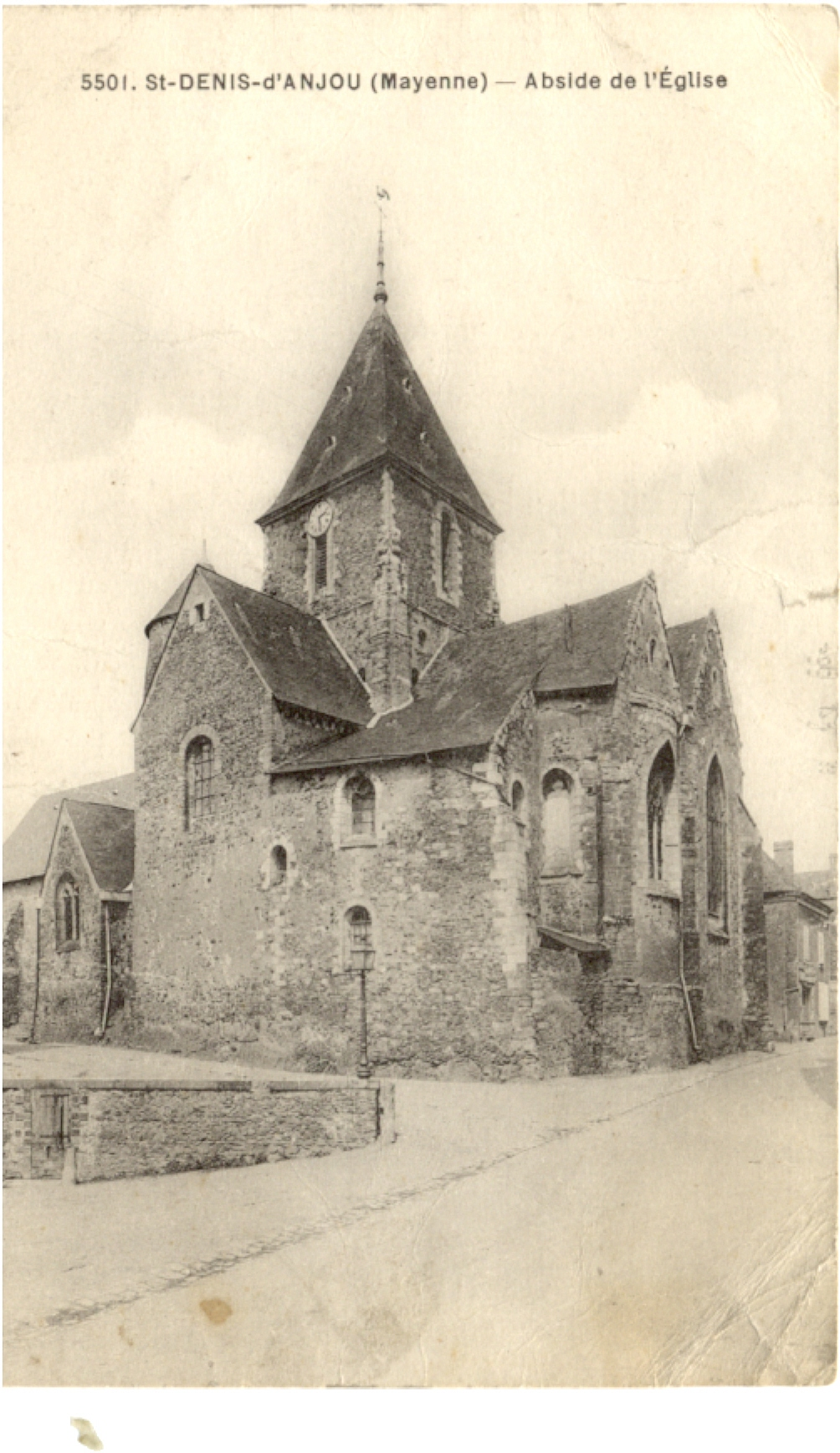
Vue de l'abside de l'église de Saint-Denis-d'Anjou, photographie des années 1920

L'église est située dans le département français de la Mayenne, sur la commune de Saint-Denis-d'Anjou.

## Historique
L'édifice est classé au titre des monuments historiques en 1931.

## Caractéristiques architecturales
La construction de cette église est originellement de style roman et remonte au XIIe siècle. L'ensemble est bâti sur un socle de roches et sur une position haute d'utilité défensive. Le bâtiment est par la suite agrandi au XVIe siècle dans le style gothique.
Les restaurations de l'église ont mis au jour des peintures murales du XVIe siècle dans un état très satisfaisant qui sont à mettre en relation avec la Légende dorée.

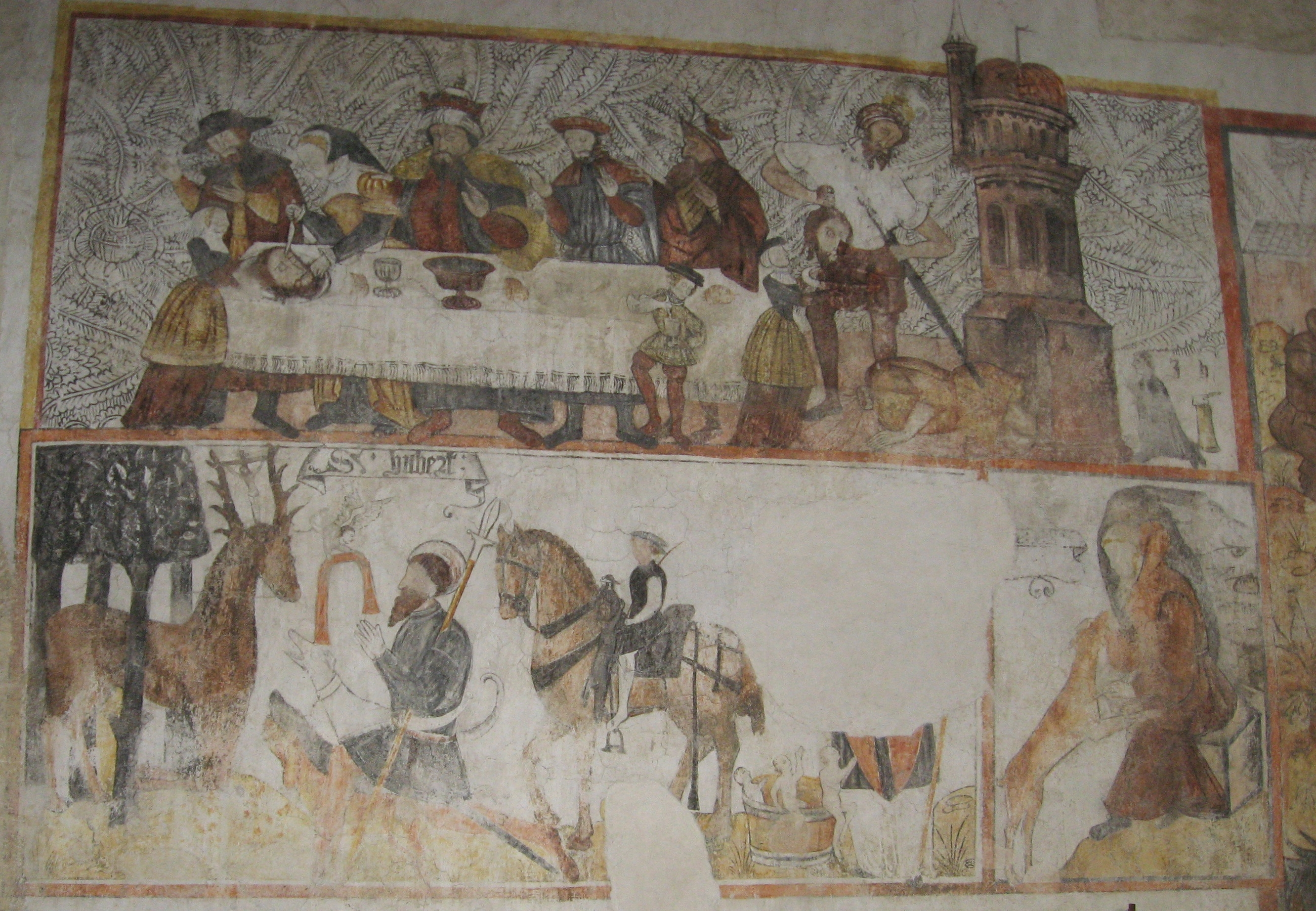
Église de Saint-Denis-d'Anjou, peintures murales intérieures

Les voyageurs arrivant par la route d'Angers remarquent en premier la tour de l'église : son escalier en colimaçon menant au clocher et ses trois meurtrières révèlent sa fonction défensive.